# Gideonmantellia
Gideonmantellia là một chi khủng long, được Ruíz-Omeñaca Canudo Cuenca-Bescós Cruzado-Caballero Gasca & Moreno-Azanza mô tả khoa học năm 2012.